# Ole Olsen (Komiker)
John Siguard „Ole“ Olsen (* 6. November 1892 in Peru, Indiana; † 26. Januar 1963 in Albuquerque, New Mexico) war ein US-amerikanischer Komiker, Schauspieler und Autor. Er ist vor allem bekannt als Bühnen- und Filmpartner von Chic Johnson.

## Leben
1912 schloss Ole Olsen sein Musikstudium an der Northwestern University ab und begann, sich in der Vaudevilleszene umzusehen. Dort traf er 1914 auf Chic Johnson, als sie in derselben Band spielten. Mit Ernest Breuer (musik) schrieben sie den humoristischen Song Oh! Gee, Oh! Gosh, Oh! I’m in Love. 
Sie traten das erste Mal 1914 in Chicago gemeinsam als Olsen and Johnson auf und setzten diese Zusammenarbeit so lange fort, bis Ende der 1950er-Jahre Chic Johnson krankheitsbedingt aufhören musste.
Ole Olsen war zweimal verheiratet. Mit seiner ersten Frau Lillian hatte er drei Kinder: J. C., Joy und Moya, welche den Learjet-Gründer William P. Lear heiratete. 1961 heiratete er Eileen Maria Osthoff.

## Filmografie (Auswahl)
- 1930: Oh, Sailor Behave!
- 1931: Fifty Million Frenchmen
- 1931: Gold Dust Gertie
- 1937: Country Gentlemen
- 1937: All Over Town
- 1941: In der Hölle ist der Teufel los! (Hellzapoppin’)
- 1943: Crazy House
- 1944: Ghost Catchers
- 1945: See My Lawyer